# Wiktor Małeć
Wiktor Małeć, ukr. Віктор Малець (ur. 19 września?/1 października 1894 w Czuhujewie, zm. 9 lipca 1969 w Londynie) – rosyjski, a następnie ukraiński wojskowy (pułkownik), oficer kontraktowy Wojska Polskiego (major), dowódca formowanej 2 Brygady Rezerwowej Ukraińskiej Armii Narodowej podczas II wojny światowej, emigracyjny działacz wojskowo-kombatancki.

## Życiorys
Urodził się w rodzinie nauczycielskiej. Ukończył gimnazjum w Czuhujewie, następnie studiował medycynę na uniwersytecie w Charkowie.

### I wojna światowa (1914–1918)
W 1915 zmobilizowano go do armii rosyjskiej. W 1916 ukończył Aleksandrowską Szkołę Wojskową w Moskwie. Brał udział w I wojnie światowej. Służył w 7 Rewelskim Pułku Piechoty. Awansował do stopnia sztabskapitana. W grudniu 1917 wstąpił do 4 Pułku Serdiuckiego im. I. Bohuna sił zbrojnych Hetmanatu. Od lutego 1918 służył w 1 Zaporoskim Kureniu Mieszanego Zagonu Zaporoskiego. W połowie marca tego roku objął dowództwo 16 Sotni im. I. Bohuna 2 Pułku Zaporoskiego, zaś w grudniu 2 Kurenia 4 Pułku Zaporoskiego.

### Dwudziestolecie międzywojenne (1919–1939)
Od początku stycznia 1919 pełnił obowiązki tego pułku. Od końca czerwca tego roku w stopniu pułkownika dowodził 19 Republikańskim Pułkiem Pieszym. Był 2 razy ciężko ranny. W lutym 1920 został dowódcą 48 Kurenia 2 Wołyńskiej Dywizji Strzeleckiej. Od czerwca tego roku dowodził Zaporoską Brygadą Rezerwową. W sierpniu znalazł się w dyspozycji sztabu 1 Zaporoskiej Dywizji Strzeleckiej. W grudniu objął funkcję komendanta podoficerskich kursów dywizji.
W 1921 wraz z pozostałymi wojskowymi ukraińskimi został internowany w Polsce, przebywając w obozach w Pikulicach, Wadowicach, Strzałkowie i Kaliszu. W Kaliszu w 1922 ukończył Akademickie Kursy Sztabu Generalnego.
W jesieni 1923 wyjechał do Czechosłowacji, gdzie w 1928 ukończył Ukraińską Akademię Gospodarczą w Podiebradach. W tym samym roku powrócił do Polski, wstępując do Wojska Polskiego. Został oficerem kontraktowym w 20 Pułku Piechoty w Krakowie. W 1936 ukończył naukę w Wyższej Szkole Wojennej w Warszawie. Otrzymał stopień majora.

### II wojna światowa (1939–1945)
Brał udział w wojnie obronnej we wrześniu 1939. Pełnił funkcję szefa sztabu grupy piechoty, która broniła Krakowa. Wiosną 1941 w składzie grup marszowych frakcji "melnykowskiej" Organizacji Ukraińskich Nacjonalistów przybył na okupowaną Ukrainę. Wraz z generałem Mykołą Kapustianśkim i płk Romanem Suszko uczestniczyli w próbie powołania rządu ukraińskiego w Kijowie.
Pod koniec 1942 został dyrektorem smilianskiego, a następnie kirowogradzkiego zakładów syndykatu cukrowego. W maju 1943 wstąpił do Zarządu Wojskowego (Wijskowoj Uprawy) uczestniczącego w formowaniu 14 Dywizji Grenadierów SS, pracując w komisji weryfikacyjnej. W marcu 1945 został dowódcą formowanej 2 Brygady Rezerwowej Ukraińskiej Armii Narodowej (UNA).

### Internowanie i emigracja (1945-1969)
Po zakończeniu wojny wraz z pozostałymi żołnierzami UNA został internowany w zachodnich Niemczech. W 1949 wyemigrował do Wielkiej Brytanii. Był przedstawicielem ministerstwa wojny władz Ukraińskiej Republiki Ludowej na uchodźstwie. Stanął na czele Ukraińskiej Rady Kombatantów.

## Odznaczenia
- Order Świętego Jerzego
- Order Świętego Stanisława
- Krzyż Semena Petlury